# Hale Kunche, Holenarsipur
Hale Kunche là một làng thuộc tehsil Hole Narsipur, huyện Hassan, bang Karnataka, Ấn Độ.